# Gershom Schocken
Gershom Schocken, né le 29 septembre 1912 à Zwickau et mort le 20 décembre 1990 à Tel Aviv, est un journaliste et homme politique israélien ayant été le rédacteur en chef du journal Haaretz pendant plus d'une cinquantaine d'années, ainsi qu'un membre de la Knesset représentant le Parti progressiste entre 1955 et 1959.

## Biographie
Gershom Schocken, fils du commerçant Salman Schocken et de Zerline "Lilli" (née Ehrmann), naît à Zwickau, en Allemagne. Il étudie à l'Université de Heidelberg, ainsi que la London School of Economics. Tandis qu'il étudie à Heidelberg, il se lie d'amitié avec son camarade d'études, Walter Gross, qui deviendra son collaborateur à Haaretz. À la suite de l'arrivée d'Adolf Hitler au pouvoir, il émigre en Palestine mandataire en 1933, puis sa famille le rejoignit l'année suivante, et Schocken se mit à travailler à la Bank Leumi, qu'il quittera en 1936. 
Schocken se maria à Shulamit Parsitz, la fille de Shoshana Persitz, sionistes généraux, avec qui il eut trois enfants, Amos (qui deviendra l'éditeur d'Haaretz), Hillel, et Racheli Edelman.
Il meurt d'un cancer du foie au Centre médical Chaim Sheba à Tel Aviv le 20 décembre 1990, à l'âge de 78 ans.

## Carrière littéraire et médiatique
En 1939, Schocken devint le rédacteur en chef du journal Haaretz, ayant été acheté par son père deux années auparavant. Il demeura le rédacteur en chef du journal jusqu'à sa mort en 1990. En 1950, il fut l'un des fondateurs de l'agence de presse ITIM. 
De son nom de plume Robert Pozen, Schocken publia sa prose en allemand, anglais et hébreu, ainsi qu'un ouvrage, Poems for Times of Celebration (Poèmes pour les moments de célébration), en 1969. En 1983, Schocken est nommé Rédacteur international de l'année par le World Press Review, en raison de "l'excellence d'Haaretz dans la couverture de l'invasion du Liban par Israël en 1982".
Il signa régulièrement ses articles avec le pseudonyme "Ben-Dam", signifiant littéralement "le Fils du Sang".

## Carrière politique
En 1955, il est élu à la Knesset sur la liste du Parti progressiste, et siégea au sein de la Commission de la Chambre, la Commission des Affaires économiques, ainsi que la Commission du Travail. Il quitta la politique et perdit son siège lors des Élections législatives israéliennes de 1959. 